# Роберт Фіцджеральд, 19-й граф Кілдер

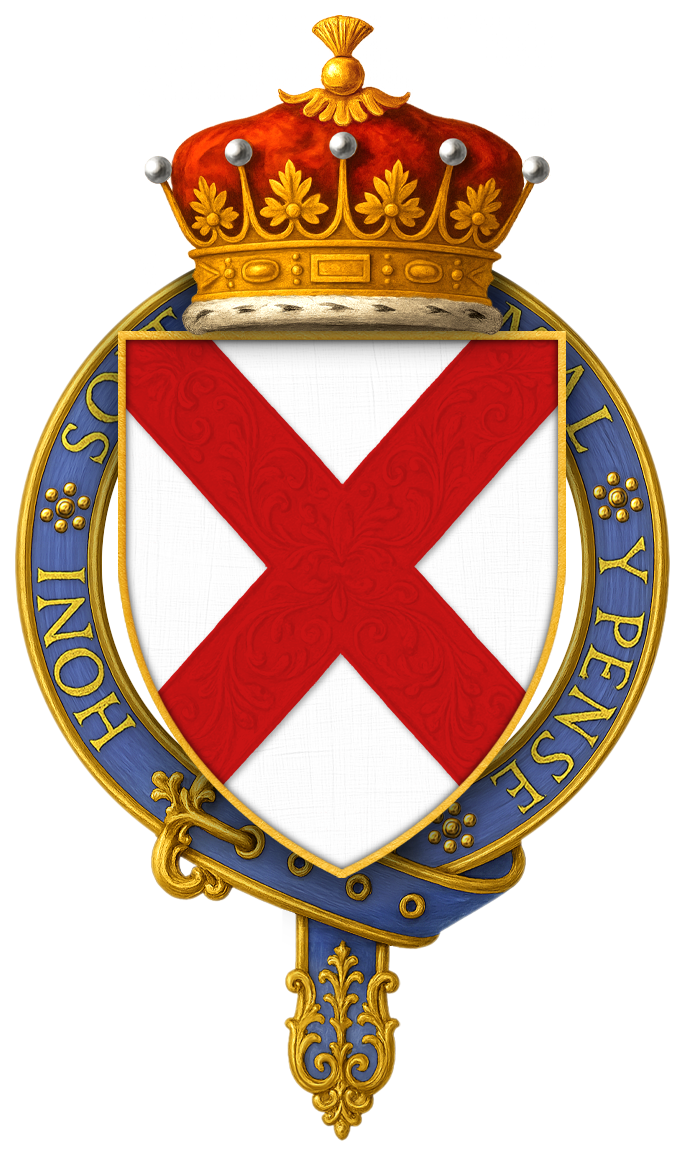
Герб Роберта ФітцДжеральда - ХІХ графа Кілдер.

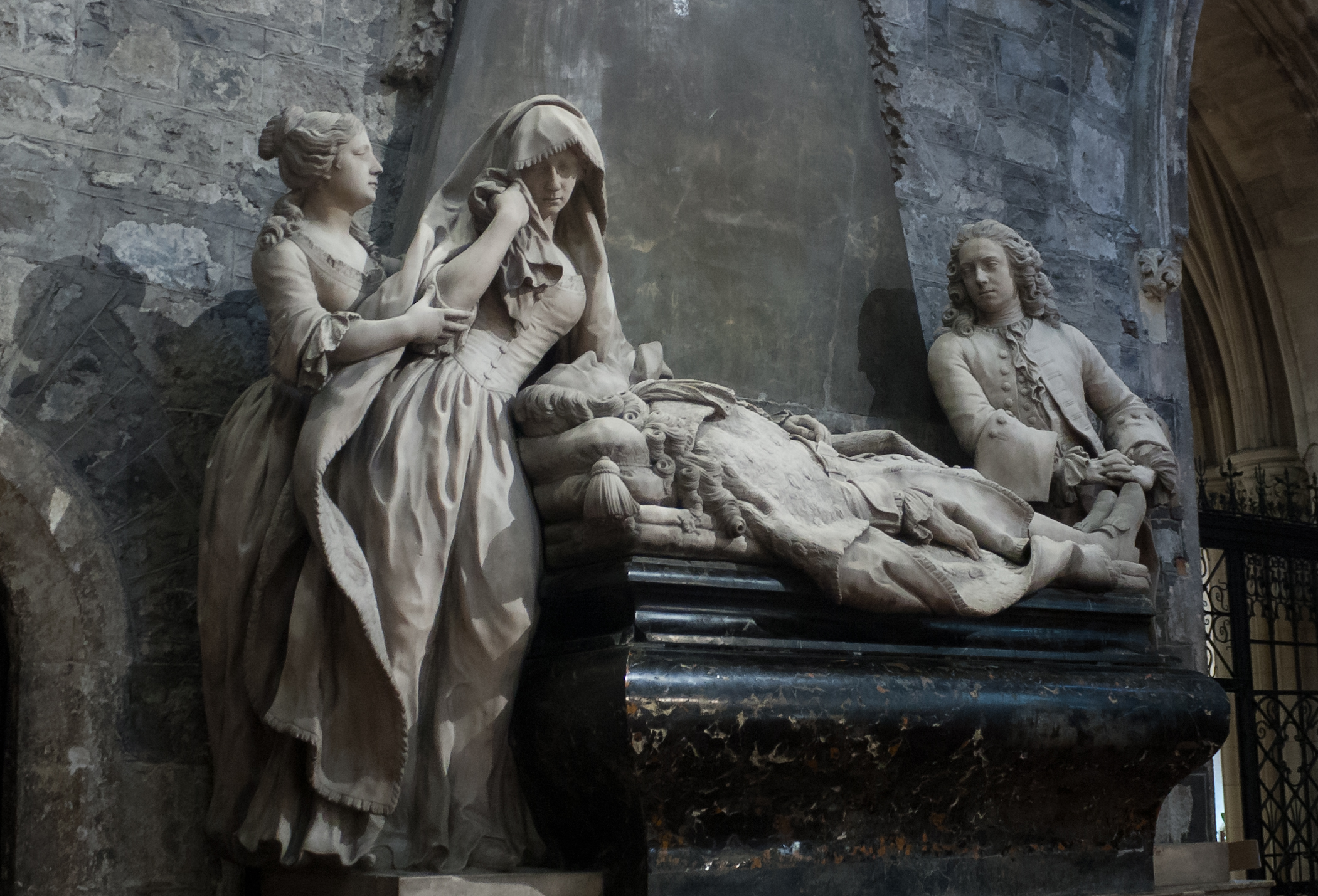
Пам’ятник Роберту ФітцДжеральду в Церкві Хреста. Дружина і діти оплакують ХІХ графа Кілдер.

Роберт ФітцДжеральд (4 травня 1675 – 20 лютого 1743) – ХІХ граф Кілдер – ірландський аристократ, лорд, барон, граф, пер Ірландії, лорд-юстиціарій Ірландії. Титули успадкував у 1707 році.

## Життєпис
Роберт ФітцДжеральд був сином високоповажного Роберта ФітцДжеральда, що був наймолодшим сином Джорджа ФітцДжеральда. Мати – Мері – дочка Джеймса Клотворті.
Роберт ФітцДжеральд успадкував титули, маєтки, замки, землі від свого двоюрідного брата – Джона ФітцДжеральда – XVIII графа Кілдер, діти якого померли раніше за нього і ніяких інших нащадків у нього не було.
У 1707 році він став ХІХ графом Кілдер і був приведений до присяги як член Таємної ради Ірландії. У 1714 році він отримав посаду лорд-юстиціарія Ірландії.
Роберт ФітцДжеральд відрізнявся від своїх сучасників – інших аристократів Ірландії глибокими, сильними і щирими релігійними переконаннями. Якось Річард Парсонс – І граф Росс – відомий розпусник свого часу незадовго до своєї смерті одержав лист від місцевого вікарія, в якому той докоряв йому за розпусту і богохульство і закликав покаятись. Граф Росс зауважив, що в листі не було зазначено прізвища, а було написано тільки звертання «мій лорде». Граф Росс перед смертю вирішив утнути останній жарт – він переклав лист в порожній конверт і заадресував його графу Кілдеру. Той отримав лист і обуренню його не було меж. Він звернувся до архієпископа Дубліна, але обман швидко був розкритий.

## Родина
Роберт ФітцДжеральд одружився з леді Мері - дочкою Вільяма О’Браєн – ІІІ графа Інхіквін. Шлюб відбувся 7 березня 1708 року. У них було четверо синів і вісім дочок, в тому числі:
- Джеймс Фітцджеральд – І герцог Лейнстер (1722 - 1773). Титул герцога отримав в 1766 році.
- Високоповажний Річард Фітцджеральд
- леді Маргаретт Хілл - маркіза Дауншир (пом. 19 січня 1766) – одружилась з Віллсом Хіллом – І маркізом Дауншир.

## Смерть
ХІХ граф Кілдер помер 20 лютого 1743 року у віці 68 років.
Роберту ФітцДжеральду встановили пам’ятник в Церкві Христа. На пам’ятнику зображені Роберт, його дружина та діти — Маргарет та Джеймс. Автор пам’ятника — скульптор Герні Чір.